# معالم التراث في إربد

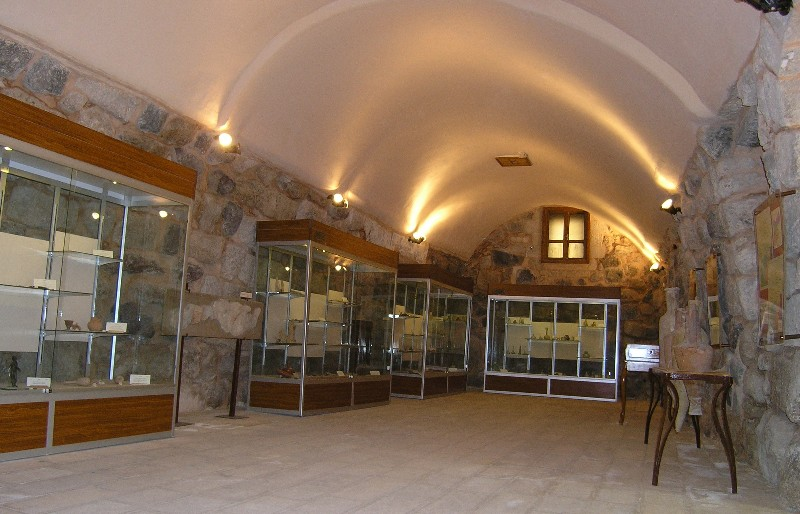
متحف الآثار في إربد

معالم التراث في إربد يوجد في مدينة إربد الكثير من المعالم التراثية التي تعبر عن تاريخ المدينة وعمقها الحضاري وما زالت قائمة ومنها:

## القائمة
- متحف التراث الشعبي: قامت بلدية إربد بإنشاء المتحف في بناء قديم يقع في حي البارحة، ويعود تاريخه إلى ما قبل (120) سنة، ويشتمل على العديد من ألوان التراث الشعبي للأردن من ألبسة وأدوات مختلفة لتقاليد شعبية بدأت تتلاشى، والهدف من هذا المتحف حفظ التراث الشعبي وتوثيقه وتعريف الأجيال القادمة عليه.[2]
- متحف آثار إربد: أقامت دائرة الآثار هذا المتحف، ويحتوي على قطع أثرية عديدة اكتشفت في مناطق إربد، ويعتبر أقدم متحف في المحافظة.
- خرزة بئر ماء موسى المصطفى التل موجودة في ديوان آل التل التي كان آل التل يرتوون من خلالها الماء للبئر المائي المخصص لهم.
- تل إربد: (التل الصناعي): وهو أثر قائم في إربد ويحمل في جوفه بقايا المدينة القديمة.
- سور إربد القديم.
- برج المراقبة في وادي الغفر.
- المسجد المملوكي القديم.
- منزل علي خلقي الشرايري: ويشكل نموذجاً فريداً للفن المعماري في تلك الحقبة، وقد هدمت أجزاء كبيرة منه وما يزال جزء منه قائم مقابل مؤسسة الردايدة التجارية أول شارع البارحة.
- مسجد إربد الكبير.
- مدرسة إربد التجهيزية (الرشيدية).
- فندق الملك غازي: أسسه الحاج عبد الرحمن محمد عايد حجازي وسبب التسمية بفندق غازي على اسم الملك غازي بن فيصل الهاشمي ملك العراق آنذاك. وكان فندق غازي أول فندق في إربد وكان قبل هذا من أراد المبيت في إربد يقصد المضافات.
- دار النابلسي.
- دار عبد الله الجودة: ويعود تاريخها إلى بدايات القرن، كانت بمثابة دار للحكومة، ولفترات طويلة سكنها معظم الحكام الإداريين وضيوف المقاطعة من رجالات رسميين، وقد أقام بها، ولفترات، الملك عبداللَه الأول.
- منزل شاعر الأردن عرار: تم هدم أكثر من نصفه، وتحول ما هدم إلى محلات تجارية.
- سوق الصاغة القديم : وهو ذو ساحة مبلطة بالحجر الأسود، ويعود تاريخه إلى بديات هذا القرن، وتشوَه كثيراً عن طريق استخدام الدهان واقتلاع حجارة الساحة وتغطيتها بالإسفلت.
- بيت أبو رجيع: بيت عبد القادر أبو رجيع ويقع مقابل البلدية من جهة الشرق واستأجرته الدولة كمحكمة ويحتوي الآن على محلات تجارية ومكتبات ومنها مكتبة الجهاد- مكتبة دار الحكمة - معجنات أبو فارس-ساعات العثامنة.
- عمارة محمود جمعة.
- قصر الملكة مصباح: بناه المعماري الشهير «فالح حسين كريزم» بالحجر الأحمر ليكون مقراً للملك عبداللَه أثناء زيارته للمدينة، وقد جلب حجارة القصر من عين تراب وتحول إلى مدرسة حملت نفس الاسم، ثم هدم وحل محله بناء تجاري ضخم.
- خان حدو: أول مركز مواصلات في المدينة. وكان صلة الوصل ما بين البلدة والمناطق المحيطة. وهو قائم إلى الآن ويشغله متجر لبيع فراء الخراف.
- مقام الشيخ خليل التميمي ومقام الشيخ عوض الهامي.
- مبنى دار سرايا إربد: وهي شاهد كبير على تطور المدينة، ويعود تاريخها إلى العهد العثماني، وقد كانت مراكز الحكم ومجمعاً للدوائر الرسمية، ويشغلها حالياً سجن إربد. كما يوجد في دار السرايا متحف يتضمن بعض الآثار.
- بيت عرار الثقافي.
- نزل غزالة: هو أول نُزل في البلدة كان ضيوف إربد ينامون فيه.
- مطحنة الملقي: وهي أهم مركز اقتصادي في المدينة القديمة.
- كنيسة العرقوب في لواء الكورة.